# Cantonul Mont-de-Marsan-Nord
Cantonul Mont-de-Marsan-Nord este un canton din arondismentul Mont-de-Marsan, departamentul Landes, regiunea Aquitania, Franța.

## Comune
- Bostens
- Campet-et-Lamolère
- Gaillères
- Geloux
- Lucbardez-et-Bargues
- Mont-de-Marsan (parțial, reședință)
- Saint-Avit
- Saint-Martin-d'Oney
- Uchacq-et-Parentis